# Reichensteuer
Der Begriff Reichensteuer ist eine in der nach der Bundestagswahl 2005 geführten Reformdiskussion um das deutsche Steuerrecht bekannt gewordene, häufig auch populistisch verwendete Wortschöpfung. Andere Schlagworte dafür sind Millionärssteuer bzw. Milliardärssteuer. Die Gegner bezeichnen sie als Neidsteuer. Das Schlagwort bezog sich dabei auf Einkommensreichtum. Jahre später, nachdem die erste politische Diskussion nicht mehr aktuell gewesen war, wurde der Ausdruck Reichensteuer in Österreich und Deutschland gelegentlich auch für eine Vermögensteuer benutzt.

## Deutschland

### Gesetzgebung

Grenzsteuersätze der Einkommensteuertarife 2004–2007, „Reichensteuer“ seit 2007 (blau)

Die als „Reichensteuer“ bezeichnete Erhöhung der Einkommensteuer für hohe Einkommen wurde im Koalitionsvertrag vom 11. November 2005 zwischen CDU, CSU und SPD vereinbart. Sie wurde mit dem „Steueränderungsgesetz 2007“ eingeführt und gilt seit dem 1. Januar 2007. Die Reichensteuer ist keine eigene Steuer, sondern lediglich eine Erhöhung des Einkommensteuersatzes für höhere Einkommen.
Ihr Aufkommen betrug im Fiskaljahr 2010 rd. 640 Mio. Euro (2009: 1,03 Mrd. Euro; 2008 790 Mio. Euro; 2007: 650 Mio. Euro). Der Solidaritätszuschlag ist in diesem Aufkommen bereits enthalten.

### Anzahl der Betroffenen
Die Zahl der Personen, die von der Reichensteuer betroffenen sind, ist erheblich niedriger als die der Reichtumsquote, da „die Reichen“ hier nur als Schlagwort für eine Teilgruppe und nicht im wissenschaftlichen Sinne gebraucht wird. So lag der Anteil der Bevölkerung mit Einkommensreichtum je nach Definition und Erhebung 2010 bei 2–8 %. Das entsprach mindestens 1,6 Mio. Personen. Dagegen waren von der „Reichensteuer“ nach Angaben des Wissenschaftlichen Dienstes des Bundestages im Jahr 2009 nur rund 57.942 Personen betroffen, also 0,22 % der Steuerpflichtigen. Diese Anzahl stieg bis 2017 auf ca. 156.000 Steuerpflichtige an, bis 2018 auf ca. 163.000. Letztere Zahl entsprach ca. 0,39 % der Steuerpflichtigen.

### Ausgestaltung
Soweit das zu versteuernden Einkommen einen bestimmten Betrag übersteigt, beträgt der Steuersatz 45 % (Grenzsteuersatz). Im Veranlagungsjahr 2024 liegt dieser Betrag bei 277.825 € für Einzelveranlagung (§ 32a Abs. 1 Nr. 5 EStG) und 555.650 € für Zusammenveranlagung (§ 26, § 26b i. V. m. § 32a Abs. 5 EStG). Durch diese Stufe wird der ansonsten kontinuierliche deutsche Einkommenssteuertarif zum Stufentarif.
In Abgrenzung zum Spitzensteuersatz wird beim der Reichensteuer entsprechenden Steuersatz formal auch vom "Höchststeuersatz" gesprochen.
Dieser Steuersatz galt im Veranlagungszeitraum 2007 allerdings nicht für die Gewinneinkünfte. Diese Regelung wurde damit begründet, dass zum 1. Januar 2008 eine Unternehmensteuerreform in Kraft trat.

### Politische Diskussion
Hauptsächlich wurde kritisiert, dass es sich – so Gustav Horn, Leiter des gewerkschaftsnahen Instituts für Makroökonomie und Konjunkturforschung – lediglich um „symbolische Politik“ handle, die letztlich nur geringe Auswirkungen habe und „niemandem hilft“. Entsprechend konstatierte der Wirtschaftswissenschaftler Rudolf Hickel, dass die Reichensteuer einen reinen Placebo-Effekt habe, „eine generelle, aber zeitlich begrenzte Erhöhung des Steuerspitzensatzes auf 45 Prozent wäre effektiver gewesen.“
Der Vorsitzende der CSU-Landesgruppe im Bundestag, Peter Ramsauer, bezeichnete die „Reichensteuer“ als „ökonomisch unsinnige Neidsteuer“. Ähnlich argumentierte der Präsident des Bundes der Steuerzahler, Karl Heinz Däke, der erhebliche verfassungsrechtliche Bedenken sieht.
Der ehemalige Vizekanzler Franz Müntefering befürwortete dagegen die „Reichensteuer“, es sei gut zu vertreten, dass diejenigen, „die ganz oben sind, ein Stückchen mehr an Steuern bezahlen müssen.“ Der stellvertretende Vorsitzende des CDU-Arbeitnehmerflügels, Gerald Weiß, sagte, dass Belastungsgerechtigkeit gebraucht werde: „Jeder soll tragen müssen, was er tragen kann.“
Einen offenen Brief – initiiert durch den Reeder Peter Krämer – versahen prominente Unterzeichner mit der Überschrift „Die Reichensteuer ist lächerlich“ und forderten eine konsequente Besteuerung der Reichen.
Neben der politischen Diskussion über den Zweck der Reichensteuer wurde zudem aus ökonomischer Sicht untersucht, inwieweit das politische Ziel, eine differenzierte Behandlung der Gewinn- und Überschusseinkünfte, überhaupt erreicht werden konnte. Die Untersuchung kam zu dem Ergebnis, dass es sich bei den Gesetzesänderungen um „kein stimmiges Modell“ handle, das „ungewollte Effekte“ hervorrufe.
Im Jahr 2006, in der Zeit zwischen Vereinbarung des Koalitionsvertrages und Inkrafttreten des Steueränderungsgesetzes, befürworteten laut einer Umfrage der Forschungsgruppe Wahlen 71 % der Befragten eine Einführung der Reichensteuer.

## Österreich

Einkommensteuertarif 2016 im Vergleich zu 2009 in Österreich

Auch in Österreich gab es eine öffentliche Debatte um eine vergleichbare Regelung. SPÖ, Grüne und FPÖ ließen Sympathien für eine Reichensteuer erkennen, Finanzminister Karl-Heinz Grasser wies im November 2005 die Vorschläge als „für Österreich bedeutungslos“ zurück. Mit der Steuertarifreform 2015/2016 wurde aber dann ein Spitzensteuersatz von 55 % für Einkommen über 1.000.000 Euro eingeführt.
Seit der Finanzkrise ab 2007 gibt es immer wieder neue Vorschläge zur Vermögensbesteuerung von Reichen zum Zweck der Budgetkonsolidierung. So schlug 2011 der österreichische Bundeskanzler Werner Faymann eine Millionärsteuer vor, die 0,3 % bis 0,7 % ab einem Vermögen von 1 Mio. Euro betragen soll. Je nach Prozentsatz soll sie 500 Mio. bis 2 Milliarden Euro an Staatseinnahmen bringen.
In Österreich gab es bis in die 1990er-Jahre eine Vermögensteuer, in der Zwischenkriegszeit gab es in Wien eine sehr umstrittene Wohnbausteuer.

## Frankreich
In Frankreich gewann 2012 François Hollande die Wahl gegen Nicolas Sarkozy und wurde französischer Staatspräsident. Im September 2012 kündigte er hohe Einsparungen und eine Reichensteuer an, die im Oktober 2012 beschlossen wurde.
Einkommen von über 150.000 Euro sollten danach mit 45 % besteuert werden. Der Steuersatz für Einkommen von mehr als 1 Mio. Euro sollte bei 75 % liegen. Der 75-Prozent-Steuersatz wurde Ende Dezember 2012 vom Verfassungsrat in der geplanten Form für verfassungswidrig erklärt. Der Rat kritisierte dabei nicht die Höhe der Steuer an sich, sondern eine Ungleichbehandlung der Haushalte. Wenn zwei Partner jeweils weniger als eine Million Euro verdienten, wären sie von der Steuer ausgenommen. Käme ein Partner allein auf das gleiche Einkommen, müsste er zahlen.
Medien berichteten, dass einige Reiche – auch wegen einer unternehmerfeindlichen Stimmung in Frankreich – in Nachbarländer umgezogen seien oder dies planten. Für Aufsehen sorgte vor allem der Schauspieler Gérard Depardieu, der medienwirksam nach Russland auswanderte und dort die russische Staatsbürgerschaft annahm.
Laut der EZB waren im Oktober und November 2012 bis zu 70 Milliarden Euro Kapital aus Frankreich abgeflossen, was hauptsächlich auf die eingeführte Reichensteuer zurückgegangen sei. Ab dem 1. Januar 2015 wurde die Reichensteuer nicht mehr angewendet.

## Internationaler Währungsfonds
2013 veröffentlichte der IWF in seinem Bericht Taxing Times die Ansicht, dass „in vielen entwickelten Volkswirtschaften offenbar Spielraum besteht, um mehr Ertrag aus der Spitze der Einkommenspyramide zu gewinnen“. Nach teils heftigen Reaktionen in Politik und Medien stellte der IWF klar, das in diesem Bericht vorgestellte Konzept einer einmaligen zehnprozentigen Vermögensabgabe auf Sparvermögen, Wertpapiere und Immobilien sei kein offizieller Vorschlag des IWF, sondern ein „rein theoretisches Gedankenspiel“. Das EZB-Ratsmitglied Ewald Nowotny warnte vor einer Verunsicherung der Sparer durch derartige Ideen.

## Empirische Befunde
Empirische Studien zeigen, dass es bei Steuererhöhungen zu Anpassungsreaktionen der Steuerpflichtigen kommt. Dabei reagieren Steuerpflichtige mit höheren Einkommen kaum mit ihrem grundlegenden realwirtschaftlichen Leistungsverhalten auf die Besteuerung, also etwa bei Arbeitszeit und -umfang oder Bildungs- und Karriereentscheidungen. Dafür reagieren sie mit Steuervermeidung. Berechnungen mit "Optimalsteuermodellen" zeigen, dass die Spitzensteuersätze bedeutend höher ausfallen könnten, wenn die Steuervermeidung stärker eingeschränkt würde.